# LVS-93

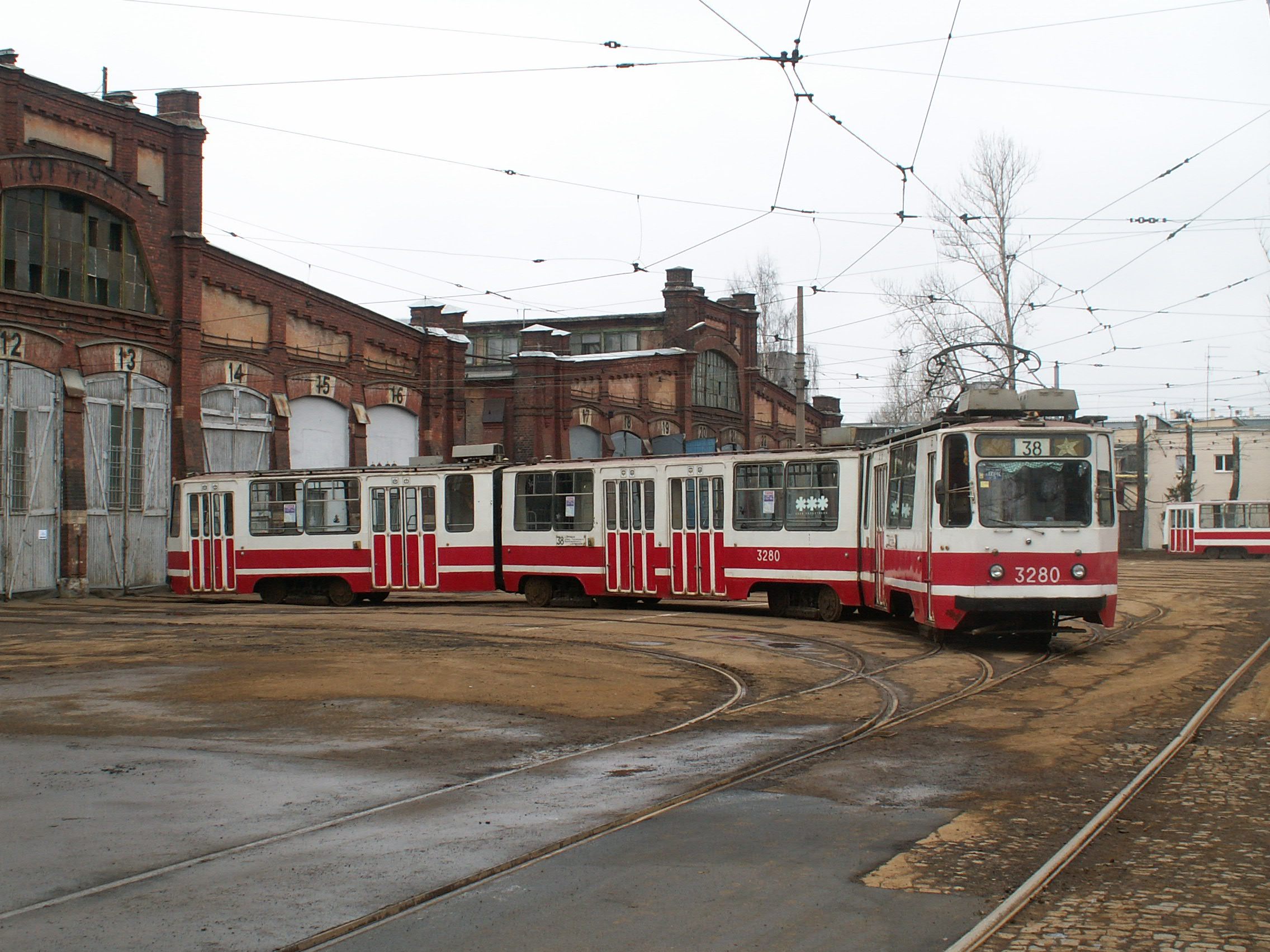
Petrohradská tramvaj LVS-93

LVS-93 (rusky ЛВС-93, podle unifikovaného označení potom 71-139) je model ruské tramvaje.
Jedná se o vůz dvoukloubový, tříčlánkový, s vysokou podlahou, osminápravový a šestidveřový. Vznikly celkem dva prototypy v závodech PTMZ v letech 1993 a 1994 (podle prvního roku má typ své označení). Vůz tohoto typu nabídl 64 míst k sezení a přes 400 míst k stání. Celkem byl dlouhý 29,5 m a prázdný vážil 40 tun. Jeden z prototypů byl určen pro petrohradský tramvajový provoz, druhý pro síť volgogradskou; jsou tedy oba širokorozchodné a testovány byly pouze v těchto dvou zmíněných městech.